# یواس‌اس الاسکان (آی‌دی-۴۵۴۲)
یواس‌اس الاسکان (آی‌دی-۴۵۴۲) (به انگلیسی: USS Alaskan (ID-4542)) یک کشتی بود که طول آن ۴۹۰ فوت ۰ اینچ (۱۴۹٫۳۵ متر) بود. این کشتی در سال ۱۹۰۲ ساخته شد.